# 秋川駅

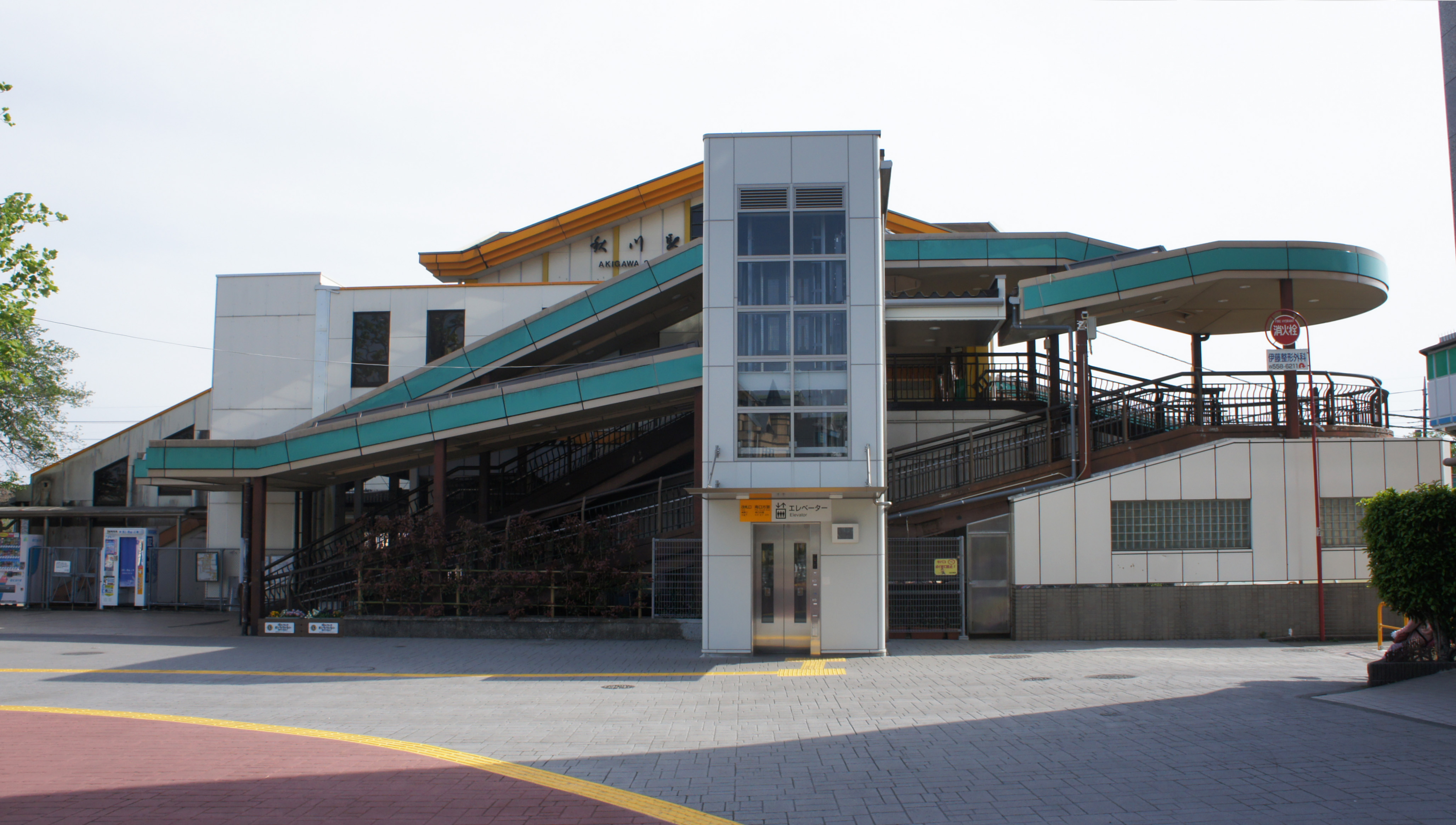
北口（2021年4月）

秋川駅（あきがわえき）は、東京都あきる野市油平にある、東日本旅客鉄道（JR東日本）五日市線の駅である。駅番号はJC 83。八王子支社管轄の駅。あきる野市の代表駅、東京サマーランドの最寄り駅である。
あきる野市の中部、旧秋川市の西部に位置する。

## 歴史
当駅は開業当初西秋留駅を名乗っており東秋留駅と対を成していたが、秋川市の代表駅であったことから、市名に合わせて秋川駅と改称された。同市はのちに合併によりあきる野市となったが、当駅は引き続き市の代表駅となっている。

### 年表
- 1925年（大正14年）4月21日：五日市鉄道 拝島 - 武蔵五日市間開通と同時に西秋留駅（にしあきるえき）として開業する[2][3]。旅客および貨物の取り扱いを開始する[3]。
- 1940年（昭和15年）10月3日：南武鉄道への合併により同社の駅となる[2]。
- 1944年（昭和19年）4月1日：南武鉄道が戦時買収私鉄指定による国有化により、運輸通信省五日市線の駅となる[2]。
- 1961年（昭和36年）4月15日：貨物の取り扱いを廃止する[3]。
- 1971年（昭和46年）2月1日：荷物扱い廃止[3]。
- 1987年（昭和62年）
  - 3月31日：秋川駅（あきがわえき）に改称する[2][3]。
  - 4月1日：国鉄分割民営化に伴い、東日本旅客鉄道（JR東日本）の駅となる[2][3]。
- 1997年（平成9年）2月15日：自動改札機を設置し、供用開始[4]。
- 2001年（平成13年）11月18日：ICカード「Suica」の利用が可能となる[広報 1]。
- 2006年（平成18年）3月16日：この日をもってみどりの窓口の営業を終了し、「もしもし券売機Kaeruくん」を設置する[5]。
- 2012年（平成24年）2月20日：「もしもし券売機Kaeruくん」を廃止、多機能券売機を設置。
- 2014年（平成26年）12月12日：指定席券売機を設置。

## 駅構造
相対式ホーム2面2線を有する地上駅。橋上駅舎を有しており、その周りにはスロープが設置されている。
改札内にはエスカレーター（1番線 - コンコース間は上り、2番線 - コンコース間は下り）とエレベーター（コンコース - ホーム間）が設置されている。トイレは改札外（北口スロープ下）にある。
以前は直営駅であったが、現在はJR東日本ステーションサービスが業務を受託する業務委託駅で、拝島駅が当駅を管理している。駅舎内には自動券売機3台と自動改札機・自動精算機などがある。2006年3月16日にみどりの窓口が廃止され、その代替としてもしもし券売機Kaeruくんが設置されたが、2012年2月20日で撤去され、新たに多機能券売機（黒色）が設置され、また、2014年12月12日からは指定席券売機も設置された。
改札外のエレベーターは長らく未設置であり、バリアフリーに対応していなかったことから、自由通路の北口と南口にエレベーターを設置するための工事をおこない、2020年7月までに完了する予定が発表された。このうち、北口には2020年4月1日に稼働を開始し、南口は、7月稼働開始予定である。また、下りホームエスカレーター付近が狭く、降車客が多い場合など滞留が起きて危険であると駅構造上の問題を指摘する声もあり、市議会でも取り上げられた。なお2013年現在下りホームエスカレーター付近が狭い状況はJRの設備部屋が撤去され改善がされ通路が広くなった。
かつては上下ホームともフェンスの業務用門扉の外側にインターホンが設置してあり、階段利用が困難な利用者は駅係員を呼ぶことにより入場可能としていた。

### のりば
| 番線 | 路線     | 方向 | 行先           |
| ---- | -------- | ---- | -------------- |
| 1    | 五日市線 | 下り | 武蔵五日市方面 |
| 2    | 五日市線 | 上り | 拝島・立川方面 |

（出典：JR東日本:駅構内図）

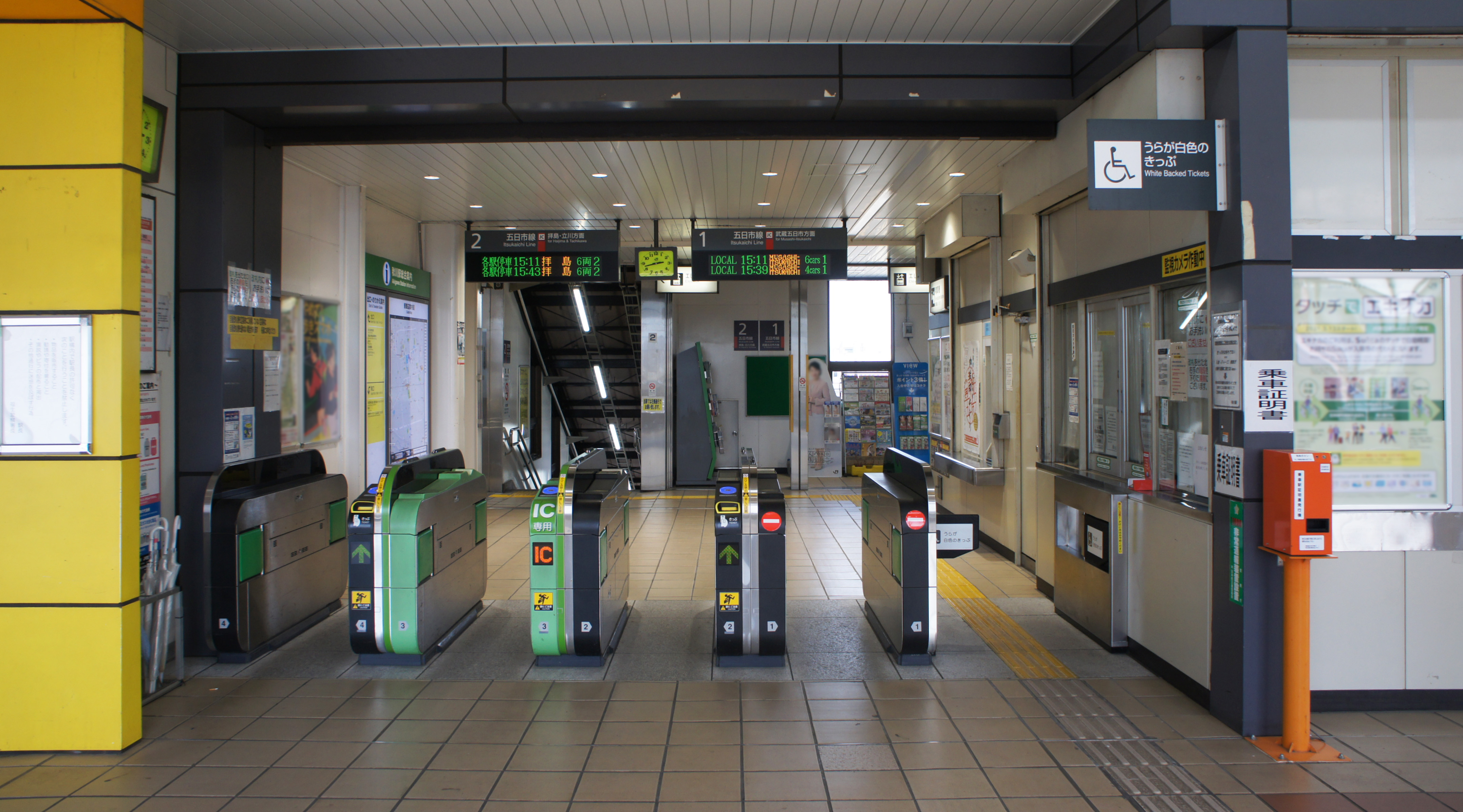
改札口（2021年4月）
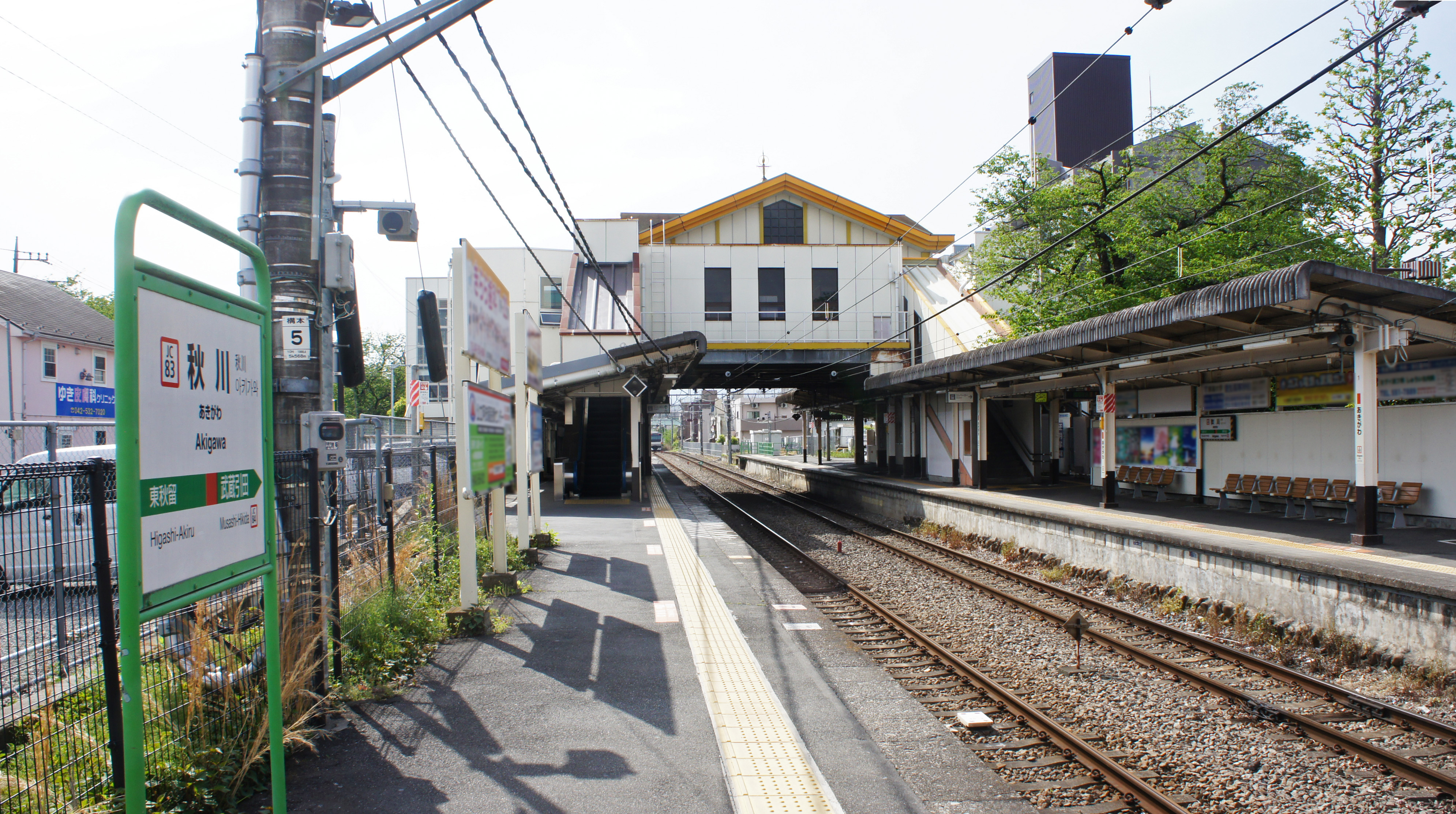
ホーム（2021年4月）

## 利用状況
2023年度（令和5年度）の1日平均乗車人員は5,900人である。
1990年度（平成2年度）以降の1日平均乗車人員の推移は下表の通り。
| 年度               | 1日平均 乗車人員 | 出典     |
| ------------------ | ---------------- | -------- |
| 1990年（平成02年） | 4,901            | [ * 1 ]  |
| 1991年（平成03年） | 5,189            | [ * 2 ]  |
| 1992年（平成04年） | 5,397            | [ * 3 ]  |
| 1993年（平成05年） | 5,636            | [ * 4 ]  |
| 1994年（平成06年） | 6,033            | [ * 5 ]  |
| 1995年（平成07年） | 6,552            | [ * 6 ]  |
| 1996年（平成08年） | 6,734            | [ * 7 ]  |
| 1997年（平成09年） | 6,816            | [ * 8 ]  |
| 1998年（平成10年） | 6,677            | [ * 9 ]  |
| 1999年（平成11年） | 6,814            | [ * 10 ] |
| 2000年（平成12年） | 7,359            | [ * 11 ] |
| 2001年（平成13年） | 7,503            | [ * 12 ] |
| 2002年（平成14年） | 7,460            | [ * 13 ] |
| 2003年（平成15年） | 7,453            | [ * 14 ] |
| 2004年（平成16年） | 7,601            | [ * 15 ] |
| 2005年（平成17年） | 7,585            | [ * 16 ] |
| 2006年（平成18年） | 7,684            | [ * 17 ] |
| 2007年（平成19年） | 7,682            | [ * 18 ] |
| 2008年（平成20年） | 7,447            | [ * 19 ] |
| 2009年（平成21年） | 7,362            | [ * 20 ] |
| 2010年（平成22年） | 7,358            | [ * 21 ] |
| 2011年（平成23年） | 7,310            | [ * 22 ] |
| 2012年（平成24年） | 7,408            | [ * 23 ] |
| 2013年（平成25年） | 7,480            | [ * 24 ] |
| 2014年（平成26年） | 7,226            | [ * 25 ] |
| 2015年（平成27年） | 7,253            | [ * 26 ] |
| 2016年（平成28年） | 7,222            | [ * 27 ] |
| 2017年（平成29年） | 7,214            | [ * 28 ] |
| 2018年（平成30年） | 6,690            | [ * 29 ] |
| 2019年（令和元年） | 6,499            | [ * 30 ] |
| 2020年（令和02年） | 5,044            |          |
| 2021年（令和03年） | 5,350            |          |
| 2022年（令和04年） | 5,732            |          |
| 2023年（令和05年） | 5,900            |          |

## 駅周辺
名所・旧跡など
- 東京サマーランド（西東京バス八王子方面行バスで所要5分）
- 大塚古墳

公共施設
- あきる野市役所
- 秋川キララホール
- あきる野市中央図書館
- 福生警察署秋川駅前交番
- 秋川消防署秋留台消防出張所

文教施設
- 東海大学菅生高等学校・中等部
- 明治大学付属中野八王子中学校・高等学校
- あきる野市立秋多中学校
- あきる野市立南秋留小学校

商業施設など
- あきる野ショッピングシティ
  - あきる野とうきゅう
    - ツルハドラッグ
    - ABCマート
    - しまむら
    - ニトリ

  - あきる野ルピア
    - あきる野商工会

金融機関・宿泊施設など
- あきる野郵便局
- りそな銀行あきる野支店
- 多摩信用金庫あきる野支店
- 西武信用金庫秋川支店
- 青梅信用金庫秋川支店
- 秋川農業協同組合本店
- 東横INN東京秋川駅北口

## バス路線

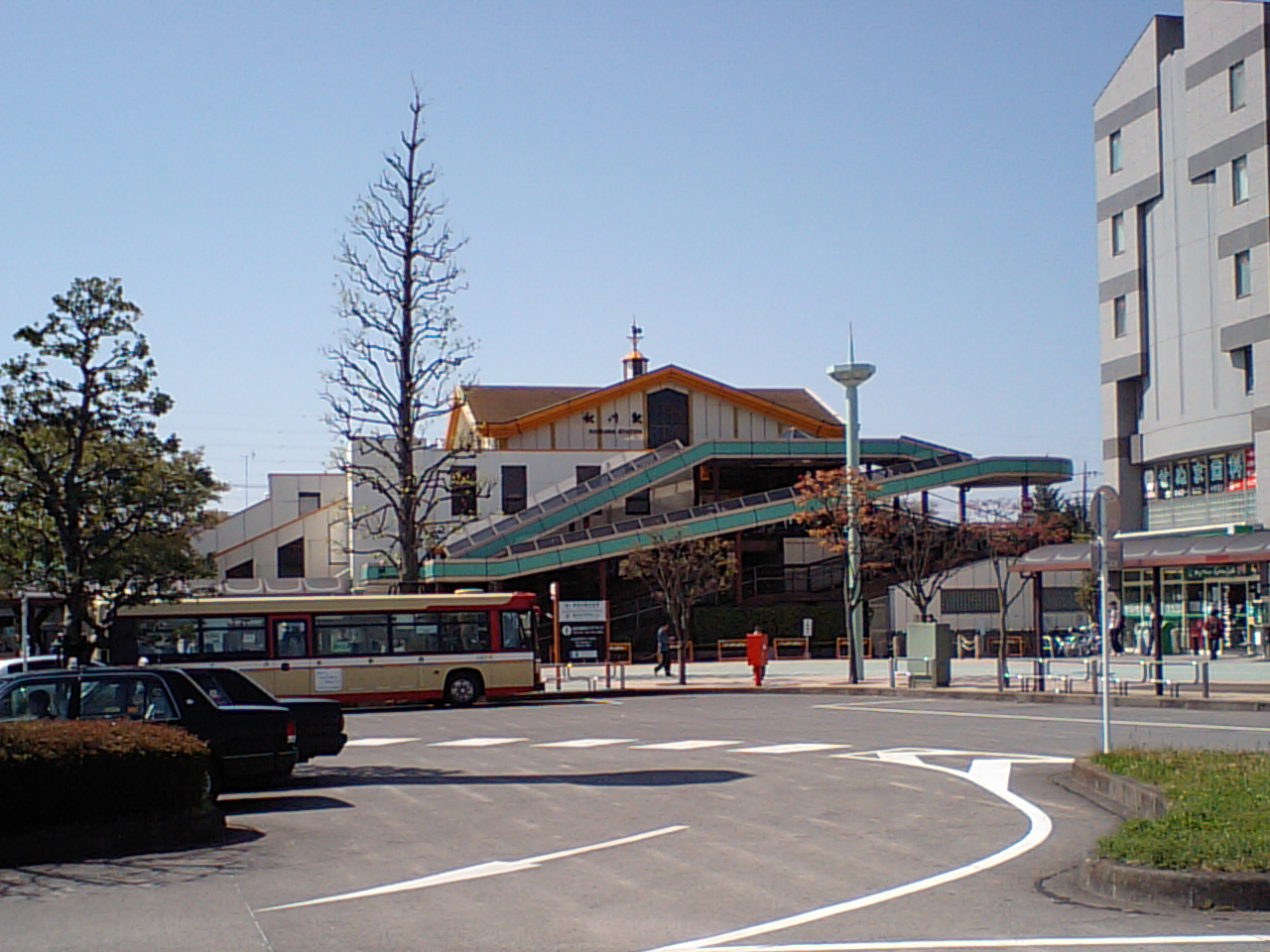
北口ロータリー（2010年4月）

北口にロータリーがあり、西東京バスの路線が発着している。
| のりば | 運行事業者                         | 系統・行先 | 備考                                   |
| ------ | ---------------------------------- | --- | -------------------------------------- |
| 1      | 西東京バス                         | - 菅01・菅02・急行：菅生高校 - 小06：小作駅西口 - 福22・福26：日の出折返場 - 拝01・福23：阿伎留医療センター - 福27・福28：武蔵五日市駅 - 福29・秋62：イオンモール日の出 | 菅生高校行き急行は休校日運休           |
| 2      | 西東京バス                         | - ひ07：京王八王子駅 - 福20：五日市 - 五37・深夜バス：武蔵五日市駅 - 五40・早朝・深夜バス：拝島駅 - 臨時急行：サマーランド                                              | サマーランド行き臨時急行は夏季他に運行 |
| 2      | サマーランド方面行臨時シャトルバス | |                                        |
| 2      | るのバス                           | - 秋川駅・武蔵五日市駅 - あきる野市役所・草花方面 - いきいきセンター・小川方面                                                                                          |                                        |
| 2      | 上川霊園行送迎バス                 | |                                        |
| 3      | 西東京バス                         | - 福20・福21・福22・福23・福26・福27・福28・福29：福生駅 - 拝01：拝島駅 - 秋61・秋62：京王八王子駅                                                                      |                                        |

早朝・深夜に運行する路線
駅および周辺を経由する路線には、五日市線の営業時間外（早朝・深夜）に運行する路線バスが複数ある。
2010年4月1日、拝島駅行（早朝は毎日、深夜バスは平日のみ運行）および武蔵五日市駅方面行（深夜バスを平日のみ運行）の運行を開始した。

## 隣の駅
東日本旅客鉄道（JR東日本）
 五日市線
東秋留駅 (JC 82) - 秋川駅 (JC 83) - 武蔵引田駅 (JC 84)

### 記事本文